# Château de Vernassal
Le château de Vernassal est un château situé en France sur la commune de Léotoing, dans la région Auvergne-Rhône-Alpes.

## Localisation
Le château est situé dans le département français de la Haute-Loire, sur la commune de Léotoing, dans l'ancienne région administrative d'Auvergne.

## Historique
Avant 1530, un modeste édifice, propriété de la famille des Chalvet de Rochemonteix, devait occuper le site actuel du château. Celui-ci a été reconstruit pour la première fois au XVIIe siècle. Les travaux d'aménagement se poursuivent en 1741, avec le pavillon sud entamé en 1675, mais restant inachevé à cette époque.

## Description
L'ensemble comprend le château ainsi que les dépendances, comprenant des écuries, un pigeonnier carré, deux terrasses à l'avant et une cour d'honneur à l'arrière. Le château, de forme rectangulaire, est flanqué de deux pavillons de deux travées, disposés symétriquement de part et d'autre d'un avant-corps central à deux ressauts, surmonté d'un fronton triangulaire orné des armoiries de Rochemonteix. L'intérieur, totalement en ruines, présente deux pièces du rez-de-chaussée du pavillon nord, récemment rénovées. La travée centrale abritait autrefois un imposant escalier suspendu, aujourd'hui disparu. Le hall conserve une cheminée similaire à celles présentes dans le reste du château. Certaines pièces présentent des parquets de qualité en chêne et orme, réalisés en motif Versailles. Les écuries, situées au nord, sont logées dans un vaste bâtiment en forme de L avec un hangar. Les deux écuries existantes sont voûtées en berceau, enduites de mortier.

## Protection
Les façades et toitures du corps de logis sont inscrites au titre des monuments historiques par arrêté du 1er juillet 1986.